# 대의각미록
《대의각미록》(大義覺迷錄, 중국어: 大义觉迷录)은 청나라 제5대 황제인 옹정제가 칙령으로 간행 반포한 책이다. 만주족이 세운 청나라의 정통성을 주장하는 데 사용되었다. 옹정 8년(1730년)에 출판되었다.

## 목적
청나라는 만주족이 세운 왕조였다. 이 때문에 청나라의 통치에 대해 중국의 전통적인 화이사상(중화사상)과의 충돌이 있었다. 역대 황제들은 이러한 움직임에 대해서 강압적으로 임했지만, 그것만으로는 압도적 대다수를 차지하는 한족 중심의 중국 대륙을 장기간에 걸쳐 통치하는 것은 어렵기 때문에 실력의 과시뿐만 아니라 청나라의 정통성을 논증할 필요가 있었다. 《대의각미록》은 이러한 배경을 두고 저술된 것이다.

## 성립의 진행 과정
1728년(옹정 6년)에 중화사상에 입각해 반청, 반여진적인 사상을 퍼트리고, 사천총독 악종기(岳鍾琪)에게 청조 타도를 부추겼다는 죄목으로 증정(曾靜)이라는 학자가 체포되었다. 일반적으로 이러한 죄목은 사형, 그 중에서도 가장 잔학한 처형(능지형)에 처해지는 것이 보통인데, 이 때 증정은 사형을 면했다. 대신 증정은 관리들의 조사 과정에서 자신의 사상적 오류를 인정하고 청나라의 정통성을 인정하는 사상 개조를 당했다. 이 때의 논박 과정의 결과물이 《대의각미록》이다. 즉, 옹정제의 '큰 뜻(大義)'에 따라 청나라가 정통 왕조가 아니라는 '미혹(迷)'을 '깨우는(覺)' '기록(錄)'으로, 국가 권력에 의한 강요의 형태를 취하지 않고, 청나라에 대해 비판을 한 인물을 용서하고 덕을 통해 개심시킨 뒤 고백시킨다는 형식을 취하고 있다. 이로써 민중들에 대해서는 청조야말로 유교의 가르침에 따른 왕도와 덕치주의를 지향하는 왕조라는 주장을 하고자 하는 의도를 엿볼 수 있다.

## 내용
이 책에서 중국은 '화(華)'와 (지리적, 종족적인 의미에서의) '이(夷)'를 포함하고 있다고 주장한다. 그리고 덕이 있고 예절을 알고 민중의 생활을 평안하게 할 수 있는 인물이라면 비록 한족이 아닌 '이(夷)'의 출신이더라도 중화문명을 담당하는 황제에 어울린다는 생각을 나타냈다. 그 예로 명군으로 알려진 '동이(東夷)' 출신의 순(舜)임금과 '서이(西夷)' 출신의 주(周)의 문왕(文王)을 들고 있다. 옹정제는 맹자(孟子)에 "순(舜)은 저풍(諸馮)에서 태어나 부하(負夏)로 옮기셔서 명조(鳴條)에서 죽었는데 동이(東夷)의 사람이다. 문왕은 기주(岐周)에서 태어나 필령(畢郢)에서 죽었는데 서이(西夷)의 사람이다. (두 사람이 활동한) 지역의 거리차가 천여리나 되었고, (두 사람이 활동한) 세대의 시간차가 천여년이 되었지만, 뜻을 얻어 중원에서 실천함이 마치 부절(符節)이 합치되듯, 앞의 성인(순임금)과 뒤의 성인(주문왕)의 그 법도가 하나같이 똑같았다"라는 글귀를 인용하며 "본조가 만주 출신인 것은 중국인에게 원적이 있는 것 같다. 순은 동이의 사람이었고, 주문왕은 서이의 사람이었는데 그 성덕은 아무런 손상을 입지 않았다", "덕이 있는 자만이 천하의 주인이 될 수 있는 것이다"라고 강조하면서 만주인이 중국 왕조의 제위에 오르는 것에 대한 정통성을 논증하였다.
| “ | 且夷狄之名, 本朝所不諱. 孟子云: "舜東夷之人也, 文王西夷之人也." 本其所生而言, 猶今人之籍貫耳. 況滿洲人皆恥附於漢人之列, 準噶爾呼滿洲爲蠻子, 滿洲聞之, 莫不忿恨之. 而逆賊以夷狄爲誚, 誠醉生夢死之禽獸矣. 이적이라는 이름은 본조가 꺼리지 않는 바이다. 맹자는 "순은 동이 사람이고, 문왕은 서이 사람이다"라고 말하고 있다. 이들이 태어난 곳의 근본을 캐어 말하면, 지금 사람의 본적일 뿐이다. 하물며 만주인은 모두 한인의 반열에 오르는 것을 부끄러워하고 있다. 준가르부는 만주인을 오랑캐라고 불렀고 만주인은 이를 듣고 분노하고 원망하지 않는 것이 없었다. 그런데도 역적인 증정이 이적이라는 것을 죄로 삼는 것은 참으로(《정자어록》에서 말하는) 취생몽사(아무것도 위하는 일 없이 자각하지 않고 일생을 보내는) 금수이다. | ” |
|   | — 대의각미록 |   |

## 이후
옹정제의 뒤를 이은 건륭제는 준가르부 및 회부를 평정하고 청나라의 판도를 최대로 하였다. 이는 《대의각미록》에 나타난 중화 세계를 구현했다고 할 수 있다. 그러나 건륭제는 즉위 직후인 옹정 13년(1735년)에 증정에 대한 죄상을 거듭 물어 능지형에 처했고, 《대의각미록》도 금서로 지정했다. 건륭제가 《대의각미록》을 금서 처분한 이유에 대해서는 분명하지 않다.

## 참고 문헌
- 마츠마루 미치오 등 편 《세계역사대계 중국사 4》 야마카와 출판사, 1999년
- 이시바시 타카오 《대청제국》 코단샤 선서 메치에, 2000년